# ホセ・クレメンテ・オロスコ
ホセ・クレメンテ・オロスコ（Template:Lang^es, 1883年11月23日 - 1949年9月7日）は、メキシコの象徴主義の画家、メキシコ壁画運動の著名な芸術家。

## 生涯

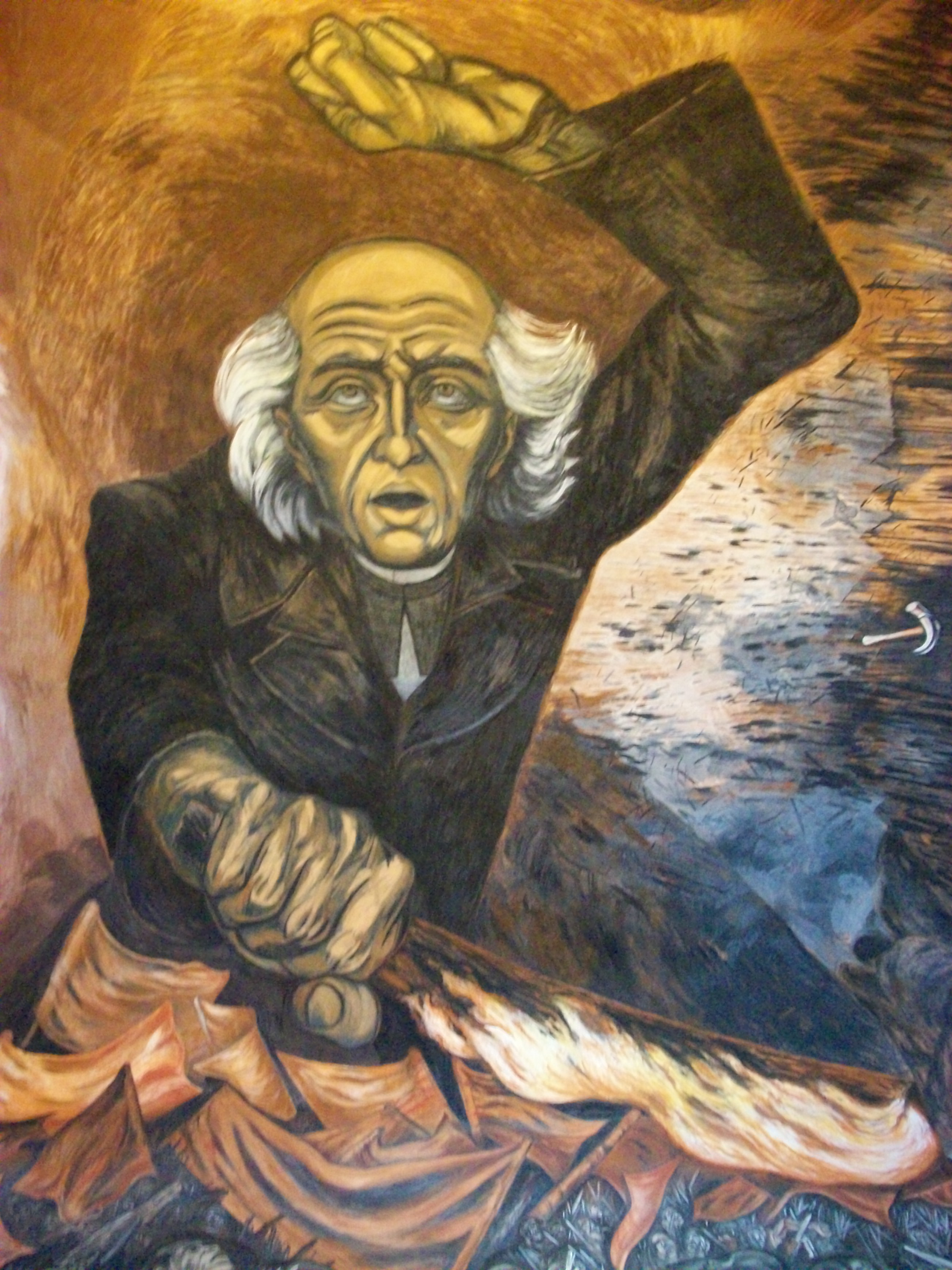
『立ち上がる僧侶イダルゴ』　ミゲル・イダルゴを描いた作品

ハリスコ州のサポティアン（Zapotlán）に生まれる。学校の通学路の近くに、著名な風刺版画家のホセ・グアダルーペ・ポサダ（José Guadalupe Posada）のアトリエがあった。そこで見学して、色彩感覚などを学んだとしている。国立農業学校で農業技師の資格を得るが、卒業後、サン・カルロス美術アカデミーに通う。20歳ごろ、火薬を爆発させてしまい左手を失う。
1911年の国立美術学校のストライキに参加する。メキシコ革命さなかの1922年の技能労働者・画家・彫刻家連合にも参加する。壁画運動にも加わり、ディエゴ・リベラともに、メキシコ壁画運動を担う。オロスコ自身は、どちらかというと、メキシコ革命に批判的だったと言われる。古代メキシコ神話やメキシコの市井の市民の姿を題にして、壁画を描いた。1925年に、メキシコ市庁舎に「オムニセンス」（Omnisciencia）なる壁画を描くが、左派的な勢力の批判を受けて、1927年にアメリカ合衆国に移る。アメリカのダートマス大学の壁画を完成させる。その他、アメリカにも、オロスコの壁画がある。
1934年にメキシコに帰国する。工場の機械文明に批判的なタブローを描く。国立芸術宮殿の壁画『カタルシス』や国立師範学校野外劇場の壁画『国民的寓意』等、数々の壁画を残す。
1949年9月7日に死去する。65歳であった。

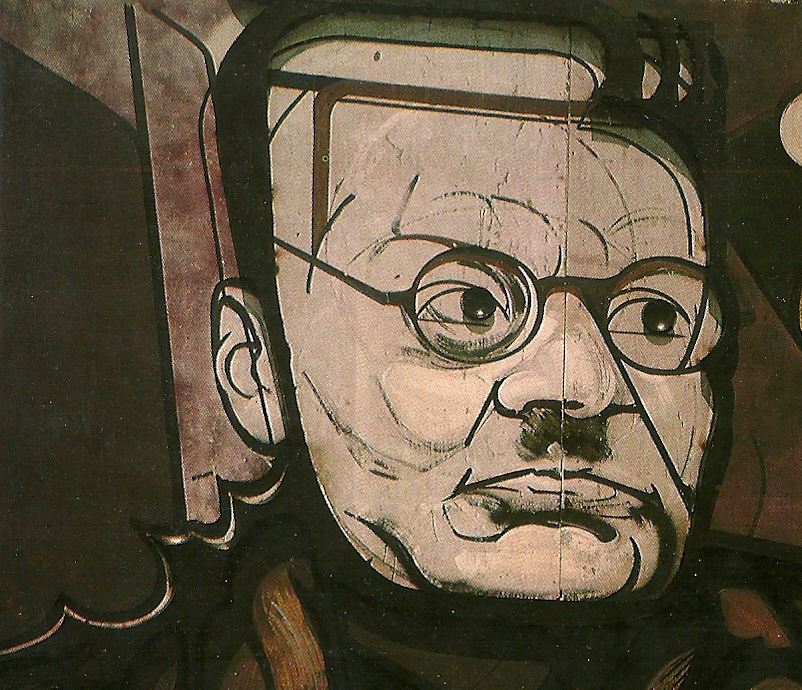
ダビッド・アルファロ・シケイロスによる肖像画

日本のメディアでは、2009年8月13日に、NHKの『アートエンターテインメント 迷宮美術館』で、ホセ・クレメンテ・オロスコ特集が放映されている。また、名古屋市美術館に、オロスコの作品「メキシコ風景」が、コレクションとして収められている。

## 代表作
- 立ち上がる僧侶イダルゴ　（ハリスコ市庁舎）
- 死者
- メキシコ風景　（名古屋市美術館蔵）

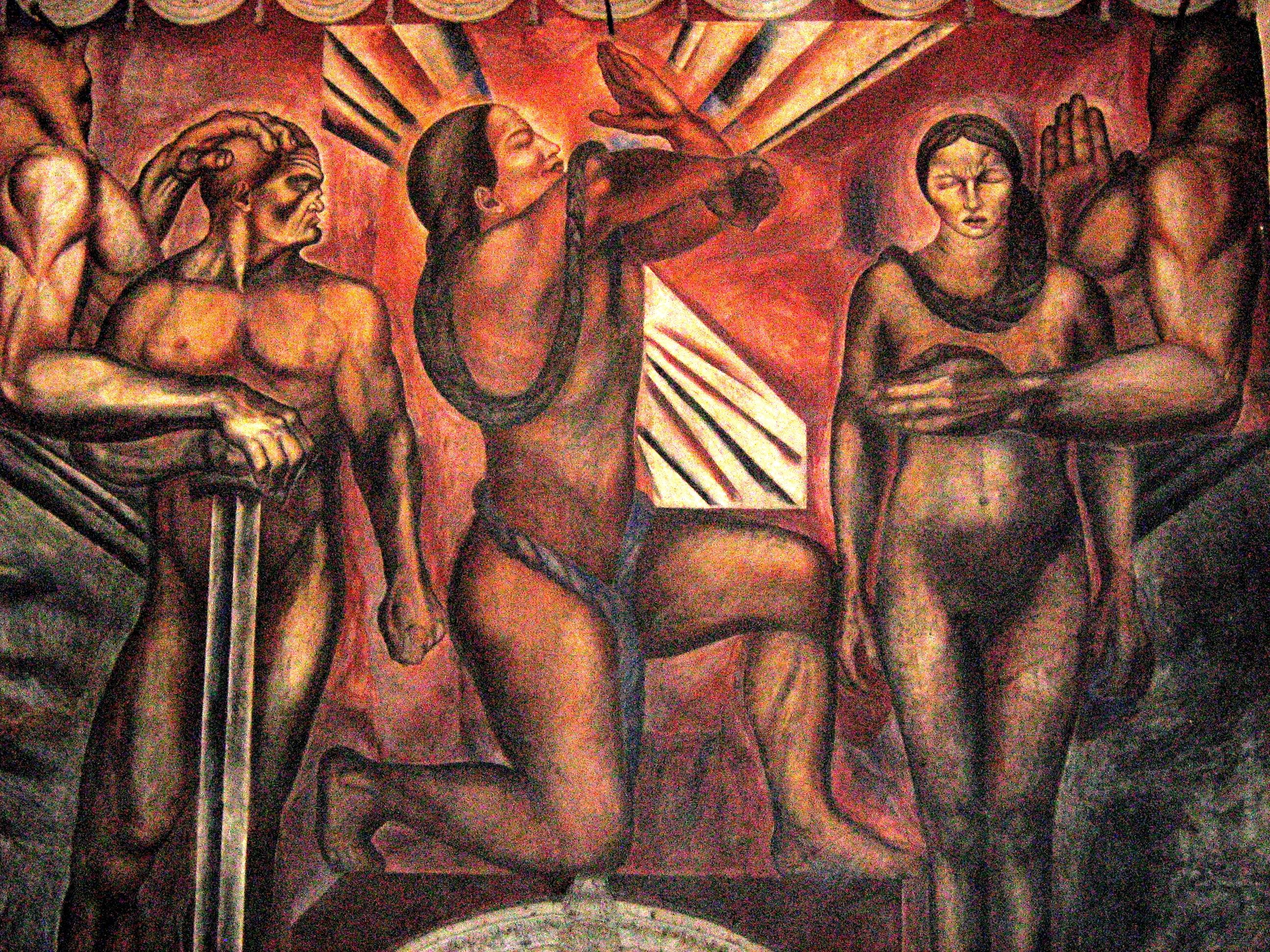
壁画、Omniciencia (1925)の一部
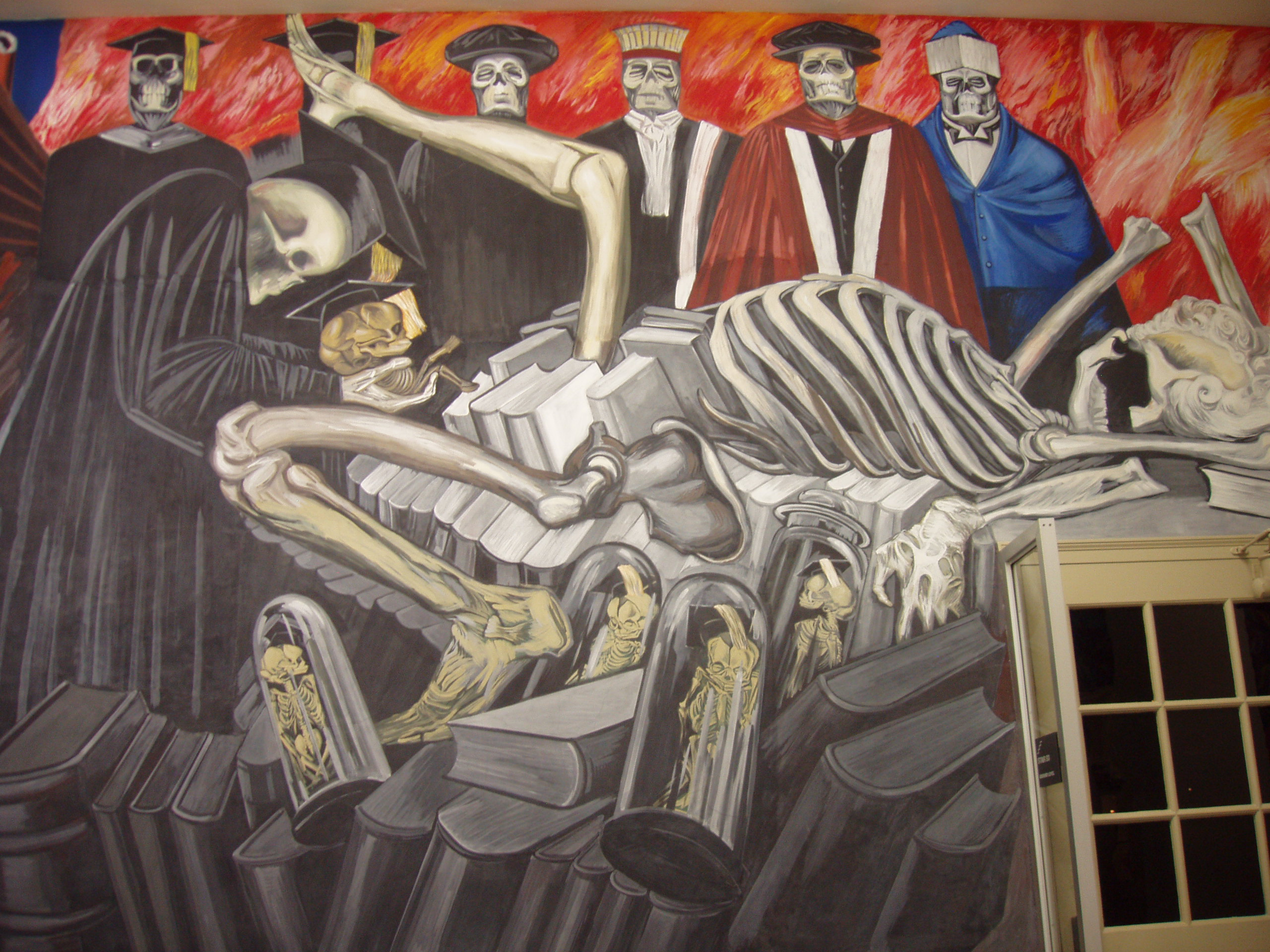
Gods of the Modern World
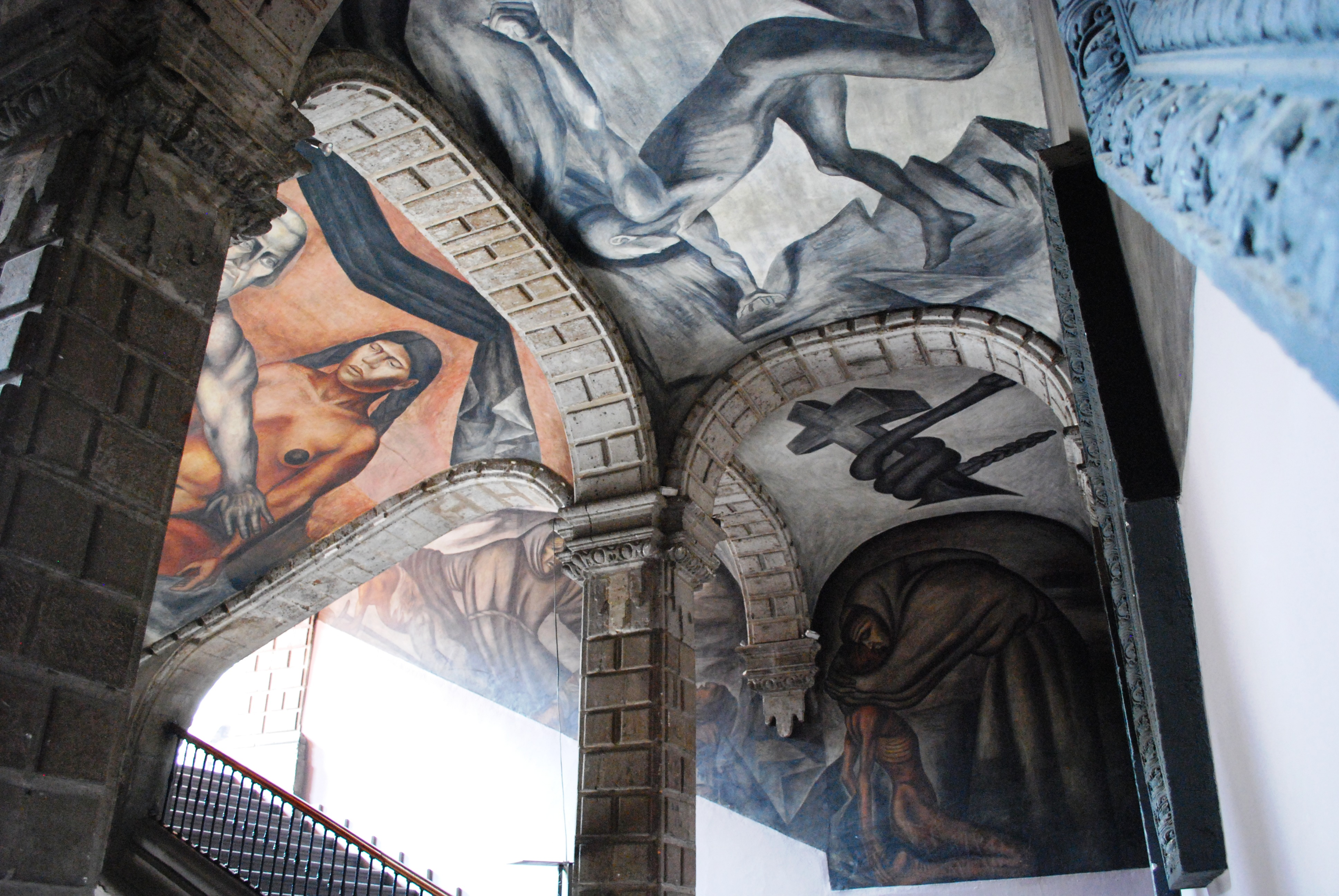
San Ildefonso Collegeの廊下の壁画